# Chief Content Officer
Als Chief Content Officer (CCO) bezeichnet man in vielen anglophonen Staaten das Vorstandsmitglied eines Unternehmens, das als Chief Officer die Content-Strategie, sowie die Entwicklung und Produktion der Medieninhalte (Content) für das Unternehmen verantwortet. 
In Medienunternehmen oder Rundfunkanstalten, wie bspw. Netflix, deren Strategie stark auf die Erstellung von Film- und Serien-Eigenproduktionen ausgerichtet ist, verantwortet der CCO die gesamte Programmgestaltung des Unternehmens. 
Gelegentlich werden angelsächsische Titulierungen wie diese im Zuge der Internationalisierung von Unternehmen auch im deutschsprachigen Raum verwendet, ohne dass sie jedoch eine handels- oder gesellschaftsrechtliche Relevanz besitzen.